# Bart Conner

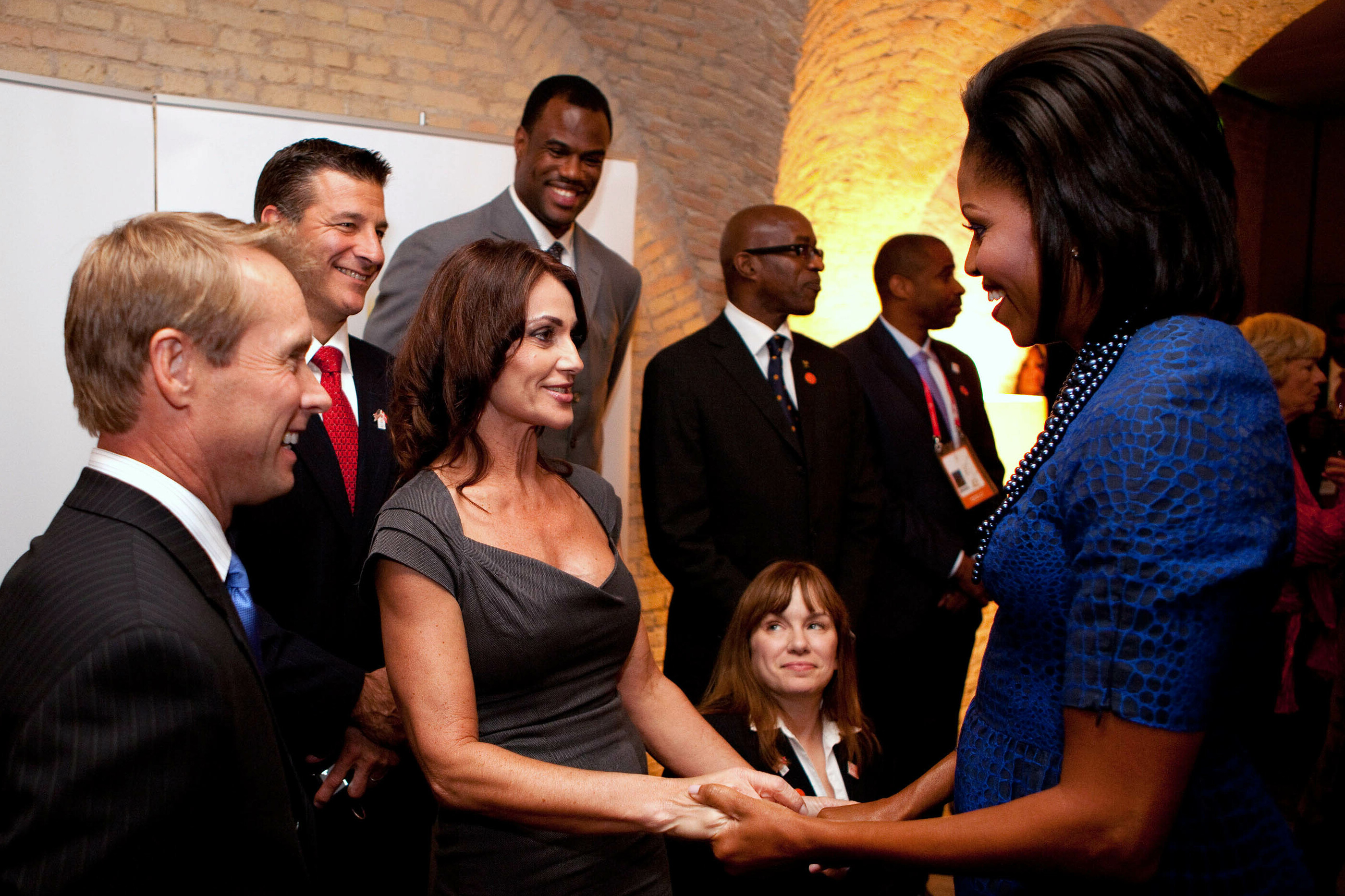
Bart Conner și Nadia Comăneci cu prima-doamnă a Americii Michelle Obama

Bart Wayne Conner (n. 28 martie 1958, Evanston, Illinois, SUA) este un sportiv american specializat în gimnastică artistică. În calitate de membru al echipei masculine de gimnastică artistică, la Jocurile Olimpice de vară din 1984, Conner a obținut două medalii de aur, fiind considerat unul dintre cei mai buni gimnaști din lume. În prezent, împreună cu soția sa, Nadia Comăneci, medaliată olimpică română și un alt nume de referință în lumea gimnasticii, deține și administrează Academia de Gimnastică Bart Conner din orașul Norman, statul Oklahoma, deține, de asemenea, magazine sportive și este activ implicat în activități de caritate.

## Biografie
Bart Conner s-a născut pe 28 martie 1958 în satul Morton Grove, statul Illinois. A început să practice gimnastica încă din perioada școlii. Mai apoi, a continuat antrenamentele în timp ce urma liceul Niles West High School, pe care l-a absolvit în anul 1976.
Ulterior, a studiat la Universitatea din Oklahoma, unde a colaborat cu antrenorul Paul Ziert. Conner a absolvit universitatea în anul 1984. Acolo, el a făcut parte din echipa națională, câștigând în anul 1981 premiul Nissen (Nissen Award), care se acorda celui mai bun gimnast american.
În ianuarie 1990, Nadia Comăneci, campioană olimpică la gimnastică, pentru a rămâne să trăiască în SUA, a decis să participe la emisiunea The Pat Sajak Show. Bart Conner, cu care Comăneci era deja prietenă, a aflat despre asta și a dorit să ia și el parte la emisiune. În anul 1994, cei doi sportivi au mers împreună în București, România, patria lui Comăneci, și s-au căsătorit pe 27 aprilie 1996.
În prezent, în familia sportivilor crește fiul lor, Dylan Pavel Conner, născut în 2006.

## Realizări sportive
Bart Conner a arătat un talent remarcabil încă de la o vârstă fragedă, când a câștigat campionatul juniorilor din Statele Unite ale Americii la doar 14 ani. La 17 ani, a devenit campionul federației americane de gimnastică, ceea ce a confirmat abilitățile sale extraordinare în acest sport.
Cu toate acestea, la Jocurile Olimpice de vară din 1980 de la Moscova, Conner a fost nevoit să stea deoparte din cauza boicotului mai multor țări. În 1983, a suferit o accidentare la bicepsul stâng în timpul unor competiții, dar a reușit să se recupereze și să ajungă în formă maximă pentru Jocurile Olimpice de vară din 1984.
În ciuda absenței celor mai buni gimnaști din lume, datorită boicotului Jocurilor Olimpice de la Los Angeles, Conner a reușit să obțină două medalii de aur la gimnastică artistică în concursurile pe echipe și la bârnă. Victoria sa la bârnă a fost deosebit de importantă pentru echipa SUA, deoarece a ajutat-o să câștige prima medalie de aur la gimnastică artistică în Jocurile Olimpice după 80 de ani.
Pe parcursul carierei sale, Conner a câștigat medalii la toate nivelele de competiție în gimnastică artistică, de la campionatele naționale la cele internaționale. În semn de recunoaștere a performanțelor sale remarcabile, a fost inclus în Sălile de faimă ale gimnasticii din SUA, ale sportului din Oklahoma, ale gimnasticii internaționale și ale Jocurilor Olimpice.

## Cărți
- Conner, Bart with Paul Ziert. Winning the Gold. Warner Books, 1985

## Legături externe
Materiale media legate de Bart Conner la Wikimedia Commons
- en Bart Conner la Olympedia.org